# Petey Pablo
Petey Jay Pablo, właściwie Moses Barrett III (ur. 22 lipca 1973 w Greenville w stanie Karolina Północna) – amerykański raper.
Zasłynął piosenką „Show Me The Money” do filmu Step Up.

## Dyskografia
- Diary of a Sinner: 1st Entry (2001)
- Still Writing in My Diary: 2nd Entry (2004)
- A&R: Anticipated Recordings (2011)

## Filmografia
- Cryptid – jako Isaac Florentine (2006)
- Świat gliniarzy – jako Weed (gościnnie) (2002)
- Dobosz – jako on sam (2002)